# Selma-nach-Montgomery-Märsche

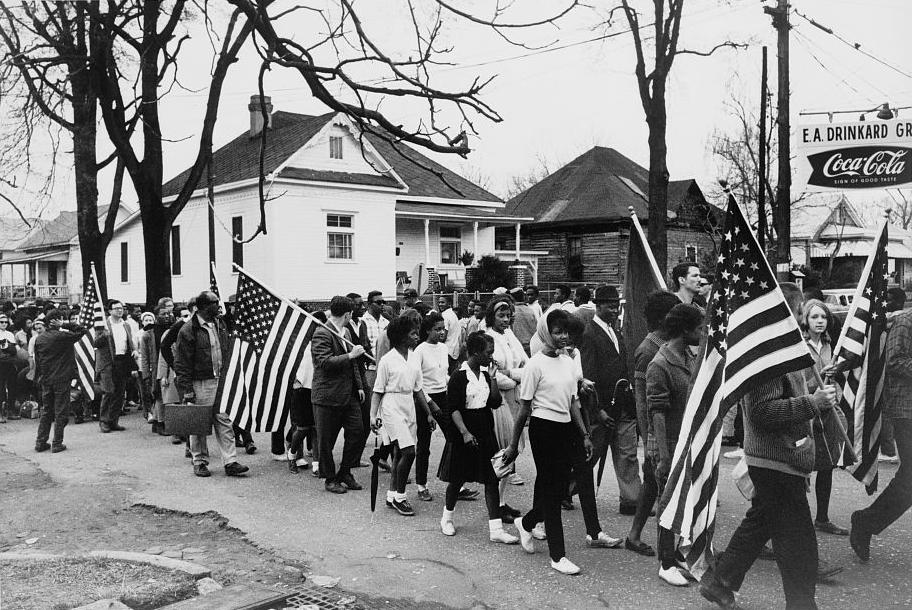
Der Marsch von Selma nach Montgomery, 1965

Die Selma-nach-Montgomery-Märsche waren drei Märsche im Jahr 1965, die den politischen und emotionalen Höhepunkt der US-amerikanischen Bürgerrechtsbewegung (Civil rights movement) markierten. Sie waren die Zuspitzung im Kampf für Wahlrechte nach dem Civil Rights Act of 1964 in Selma, Alabama, der von Amelia Boynton und ihrem Ehemann gestartet wurde. Boynton brachte viele Führer des „African-American Civil Rights Movement“ nach Selma, darunter James Bevel, der als Erster zum Marsch aufrief, Martin Luther King Jr. und Hosea Williams.

## Vorgeschichte
Selma war der Verwaltungssitz von Dallas County, Alabama. Die Volkszählung von 1960 ergab, dass die Bevölkerung des Countys zu 57 % Schwarze waren; bei den Wahlen 1961 waren von den rund 15.000 Schwarzen im wahlberechtigten Alter jedoch nur 130 als Wähler registriert. Ursache waren Jim-Crow-Gesetze, die die Wählerregistrierung an Steuerklassen banden, Analphabeten von der Wahl ausschlossen, Wissens- und Verständnistests in die Zulassung zur Wählerregistrierung einbanden, sowie wirtschaftlicher Druck und nackte Gewalt. 
Amelia Boynton und ihr Mann Sam waren bereits seit den 1930er Jahren in Bildungsprogrammen für Schwarze engagiert. Seit 1954 kannten sie Martin Luther King, den damaligen Pfarrer in der Landeshauptstadt Montgomery, der 1955/56 den Busboykott von Montgomery mitorganisiert hatte und seitdem zum nationalen Führer der Southern Christian Leadership Conference (SCLC) und der ganzen Bürgerrechtsbewegung geworden war. Die Boyntons hatten seit den späten 1950er Jahren auch versucht, Schwarze für die Wählerregistrierung zu werben, und gründeten dafür die Dallas County Voters League (DCVL). Ihre Arbeit wurde durch die SCLC und ihren Projektleiter James Bevel unterstützt.
Seit 1963 war in Selma auch das Student Nonviolent Coordinating Committee (SNCC) aktiv, eine Organisation von Schülern und Studenten, die mit gewaltfreien Methoden unter anderem die Wählerregistrierung von Schwarzen förderte. Sam Boynton starb im Mai 1963. Bei seiner Trauerfeier wollten Vertreter von DCVL und SNCC über das Leben und die Ziele Boyntons sprechen, weshalb Sheriff Jim Clark die Kirche umstellen ließ, um die Feier zu verhindern. Mehrere hundert Schwarze ließen sich nicht einschüchtern, besuchten die Feier und nahmen Abschied von Boynton. Im Sommer wurde Bernard Lafayette, einer der Studentenführer, von Angehörigen des Ku-Klux-Klans beinahe zu Tode geprügelt. 32 schwarze Lehrer ließen sich als Wähler registrieren und wurden vom rein weißen Schulvorstand fristlos entlassen.
Am 7. Oktober 1963 organisierten die Bürgerrechtler eine Masseneinschreibung von über 350 Personen in das Wählerregister. Der Registrierungsausschuss verschleppte die Einschreibung über den ganzen Tag, so dass die Bewerber vom frühen Morgen bis in den Nachmittag in der prallen Sonne warten mussten. Nur rund 25 Personen wurden an dem Tag zum Ausschuss vorgelassen, die meisten Registrierungen nach den Prüfungen abgelehnt. Sheriff Clark ließ Mitglieder des SNCC mit Elektroschockern foltern und festnehmen, die mit Plakaten auf die Registrierung hinweisen oder den Wartenden Wasser und Essen bringen wollten.
Nach dem Erlass des Civil Rights Act of 1964 bewarb sich Amelia Boynton im selben Jahr um die Kandidatur der Demokratischen Partei für das Repräsentantenhaus und erreichte bei nur 5 % schwarzen Wählern einen Stimmanteil von 10 %.
Am 6. Juli 1964 wollten sich rund 50 Schwarze als Wähler registrieren lassen. Sheriff Clark ließ sie festnehmen, als sie das Verwaltungsgebäude betraten. Am 9. Juli erließ ein lokales Gericht eine Verfügung, nach der es Bürgerrechtsorganisationen verboten wurde, Versammlungen von drei oder mehr Personen zu organisieren. Damit war die Arbeit der Bewegungen für rund sechs Monate blockiert.
Im Winter bat Boynton den SCLC und Martin Luther King um Hilfe, im Dezember schickte die Organisation ein Team um James Bevel nach Selma. Am 2. Januar 1965 hielt King eine Versammlung mit hunderten Teilnehmern in der Brown Chapel ab und setzte sich über das Verbot durch das lokale Gericht hinweg. An den Einschreibetagen im Januar und Februar fanden wieder Masseneinschreibungen statt.
Weitere Kundgebungen und Einschreibungen wurden in den benachbarten Countys Perry, Wilcox, Marengo, Greene und Hale organisiert. Dabei schoss in Marion, dem Verwaltungssitz von Perry County, am 17. Februar ein Staatspolizist auf einen jungen Mann, der acht Tage später seiner Verletzung erlag.

## Der erste Marsch

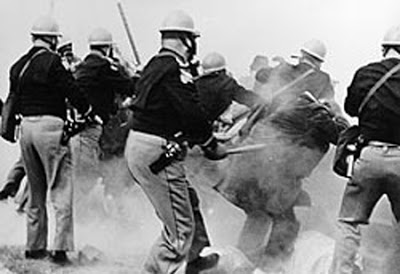
Polizei attackiert Bürgerrechtsvertreter auf dem Protestmarsch außerhalb von Selma, Alabama, am 7. März 1965, dem „Bloody Sunday“.

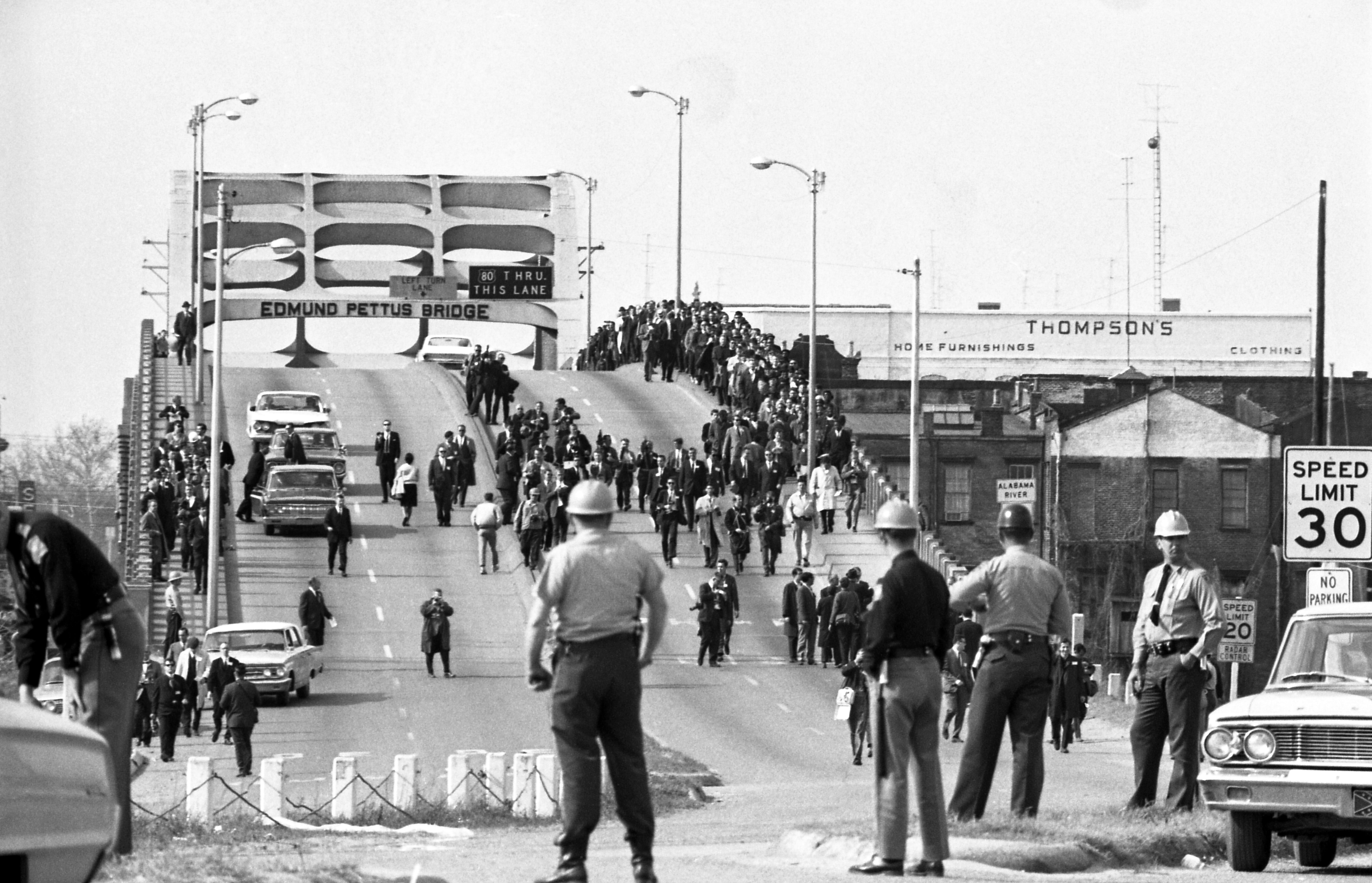
Polizei erwartet die marschierenden Bürgerrechtsdemonstranten vor der Edmund-Pettus-Brücke am 7. März 1965.

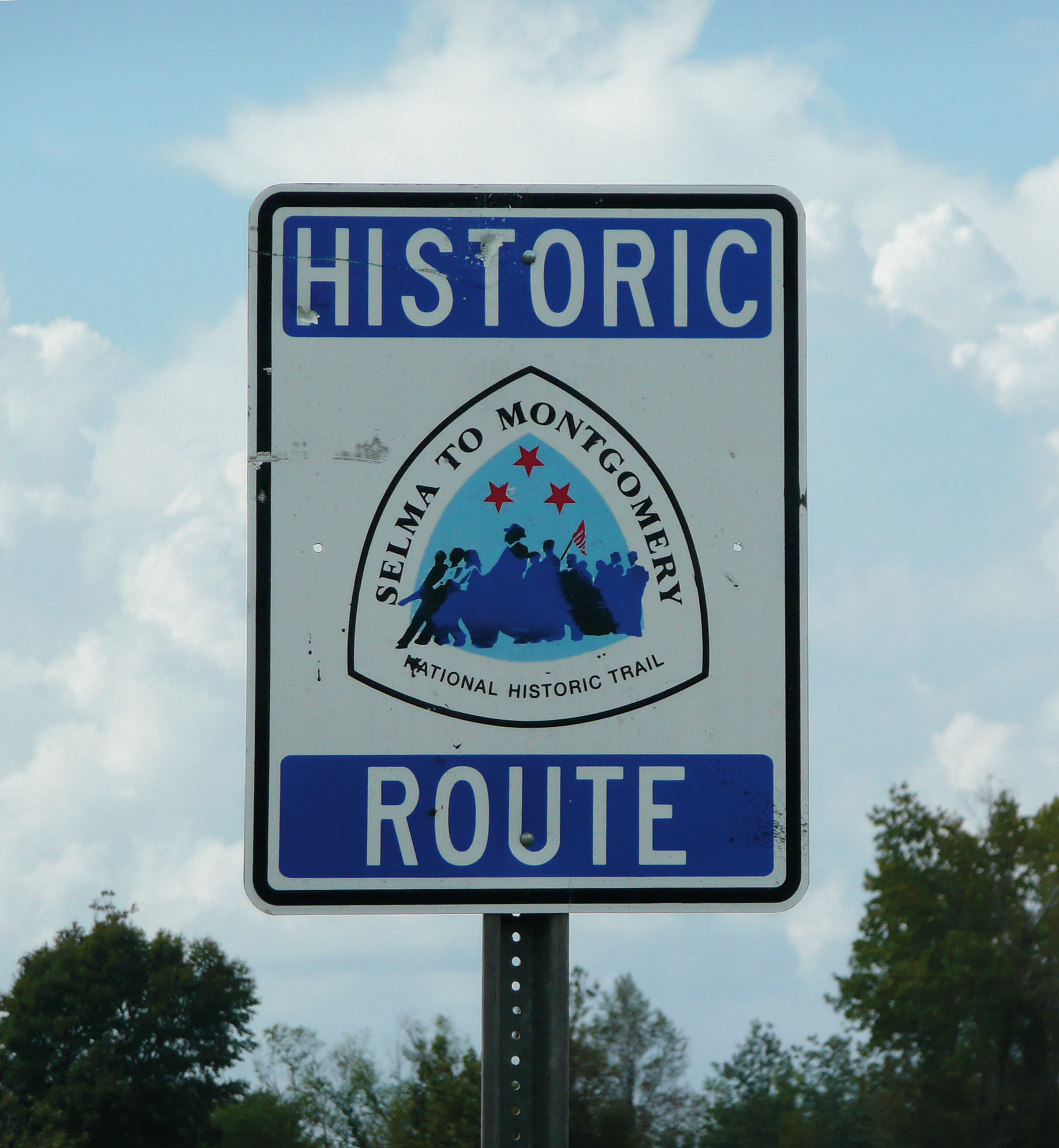
Schild des Selma to Montgomery National Historic Trail

Der erste Marsch fand am 7. März 1965 statt und war die Antwort auf den Tod Jimmy Lee Jacksons, der am 17. Februar 1965 bei einer Bürgerrechtsdemonstration von Sicherheitskräften erschossen worden war. Aus Selma marschierten etwa 600 Personen, angeführt von John Lewis, der 1963 Mitorganisator des Marsch auf Washington mit Martin Luther Kings I-have-a-dream-Rede war. Außerhalb der Stadt stoppte die Polizei auf der Edmund Pettus Bridge die Marschierenden mit Knüppeln und Tränengas, was den Tag zum „Bloody Sunday“ machte. So wurde der Protestmarsch auf dem U.S. Highway 80 verhindert, der in die Hauptstadt des Bundesstaates Alabama führen sollte, einer jener elf Sklavenhalter-Staaten (Südstaaten), die sich 1860/1861 nach der Wahl Abraham Lincolns zum US-Präsidenten von der Union abgespalten hatten.

## Der zweite Marsch
Der zweite Marsch, zu dem am 9. März 1965 Martin Luther King aufrief, erreichte die Hauptstadt Montgomery von Alabama auch nicht, da King aus Deeskalationsgründen und auf Druck von Kongressmitgliedern vor der Edmund-Pettus-Brücke umkehren ließ. Nach Abschluss des zweiten Marsches wurde mit dem unitarischen Geistlichen James Reeb einer der Teilnehmer von weißen Rassisten ermordet.

## Der dritte Marsch
Der dritte Marsch, der am 21. März 1965 begann und fünf Tage und vier Nächte dauerte, erreichte am 24. März die etwa 86 km von Selma entfernte Hauptstadt Montgomery. Die Demonstranten zogen am U.S. Highway 80 entlang und wurden auf der Strecke von Soldaten der US Army und Mitgliedern der National Guard geschützt. Abends fand dort das Konzert „Stars for Freedom“ statt, bei dem unter anderem Joan Baez, Harry Belafonte, Tony Bennett, Frankie Laine, Peter, Paul and Mary, Sammy Davis, Jr. und Nina Simone auftraten.
Am folgenden Tag zogen rund 25.000 Menschen vor das State Capitol Building, wo King eine Rede hielt.

## Erinnerung und Gedenkstätten

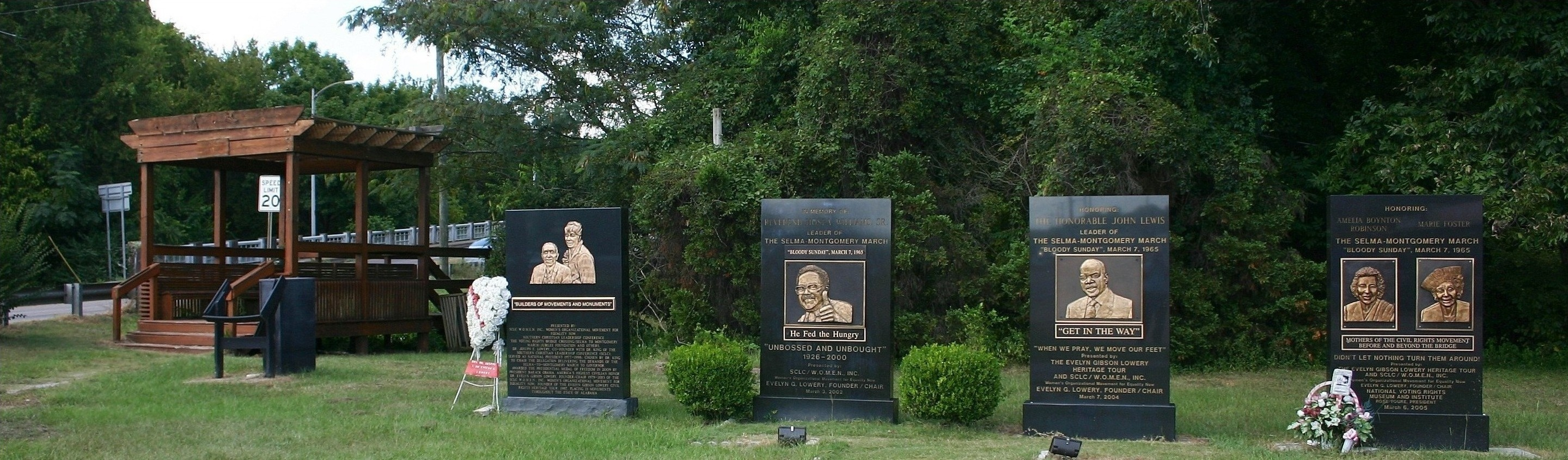
Gedenkstätte an der Edmund Pettus Bridge in Selma, Alabama

1996 wurde die Route der damaligen Märsche durch den US-Kongress als Selma To Montgomery National Historic Trail ausgewiesen und in das National Trails System aufgenommen. Wie alle National Historic Trails handelt es sich um eine dezentrale Gedenkstätte, für die mehrere Orte gemeinsam beschildert und beworben werden. Der National Park Service unterhält am Ort der historischen Zeltstadt etwa auf halber Strecke des Zugweges das Besucherzentrum Lowndes County Interpretive Center mit einem Museum. Dort werden täglich Führungen und Vorträge angeboten. Der NPS plant, bis 2016 ein weiteres Besucherzentrum in Selma und langfristig ein drittes in Montgomery einzurichten.
Außerdem gibt es in Selma die Martin Luther King, Jr. Street Walking Tour, einen Stadtrundgang zu wichtigen Orten in der Stadt, die mit den damaligen Ereignissen verbunden sind. Weitere Orte mit Bezug zu den Märschen in Selma sind das private National Voting Rights Museum, das Slavery & Civil War Museum und die Edmund-Pettus-Brücke an der Stadtgrenze.
In Montgomery gehören zum National Historic Trail das Rosa Parks Museum, die Dexter Avenue King Memorial Baptist Church, das Alabama State Capitol und das Civil Rights Monument.
In dem 1965 entstandenen Protestsong Eve of Destruction von Barry McGuire erinnert die Textzeile „Then take a look around to Selma, Alabama“ an die Ereignisse in Selma als Beispiel für die Gewaltbereitschaft der Staatsorgane innerhalb der USA.

## Filme
In folgenden Filmen werden die Märsche thematisiert:
- A Time for Justice (oscarprämierter Dokumentar-Kurzfilm)
- Eyes on the Prize (Dokumentarfilm über die Bürgerrechtsbewegung)
- Wallace (Spielfilm über das Leben des Gouverneurs von Alabama)
- Selma (Spielfilm aus dem Jahr 2014 mit David Oyelowo in der Hauptrolle als Martin Luther King)

## Zitate
„Die Tage im März 1965 waren, so kann man das sehen, die wichtigsten in der amerikanischen Geschichte. Weil die Verwirklichung der Ideen und Versprechen der Verfassung niemals greifbarer waren als da.“